# Alan Moreno
Alan Ezequiel Moreno (Puerto Madryn, Chubut, Argentina, 18 de septiembre de 1988) es un futbolista argentino. Juega como lateral izquierdo y su primer equipo fue Brown de Puerto Madryn, donde logró dos ascensos a la Primera B Nacional en 2011 y 2014. Su equipo actual es Club Social y Deportivo Madryn de la Primera B Nacional.

## Clubes
| Club                         | País      | Año       |
| ---------------------------- | --------- | --------- |
| Brown de Puerto Madryn       | Argentina | 2009-2016 |
| J.J. Moreno de Puerto Madryn | Argentina | 2017      |
| Defensores de Belgrano (VR)  | Argentina | 2017-2018 |
| Sarmiento de Resistencia     | Argentina | 2018      |
| Deportivo Madryn             | Argentina | 2019-Act. |